# Ніскаюна (Нью-Йорк)
Ніскаюна (англ. Niskayuna) — місто (англ. town) в США, в окрузі Скенектеді штату Нью-Йорк. Населення — 23 278 осіб (2020).

## Демографія
Згідно з переписом 2010 року, у місті мешкала 21 781 особа в 8645 домогосподарствах у складі 6145 родин. Було 9006 помешкань
Расовий склад населення:
| - 86,1 % — білих - 8,1 % — азіатів - 2,7 % — чорних або афроамериканців - 0,1 % — корінних американців |

До двох чи більше рас належало 2,1 %. Частка іспаномовних становила 2,5 % від усіх жителів.
За віковим діапазоном населення розподілялося таким чином: 24,0 % — особи молодші 18 років, 59,1 % — особи у віці 18—64 років, 16,9 % — особи у віці 65 років та старші. Медіана віку мешканця становила 44,2 року. На 100 осіб жіночої статі у місті припадало 93,0 чоловіків;  на 100 жінок у віці від 18 років та старших — 89,3 чоловіків також старших 18 років.
Середній дохід на одне домашнє господарство  становив 129 699 доларів США (медіана — 105 398), а середній дохід на одну сім'ю — 149 805 доларів (медіана — 118 154). Медіана доходів становила 83 279 доларів для чоловіків та 61 092 долари для жінок. За межею бідності перебувало 5,0 % осіб, у тому числі 5,4 % дітей у віці до 18 років та 4,1 % осіб у віці 65 років та старших.
Цивільне працевлаштоване населення становило 9698 осіб. Основні галузі зайнятості: освіта, охорона здоров'я та соціальна допомога — 29,6 %, науковці, спеціалісти, менеджери — 16,4 %, роздрібна торгівля — 10,4 %, публічна адміністрація — 8,9 %.